# Shenzhen Open
Shenzhen Open je profesionální tenisový turnaj žen hraný od roku 2013 v čínském městě Šen-čen, subprovinčním městě provincie Kuang-tung. Řadí se do kategorie WTA International.
V letech 2014–2018 se na okruhu ATP Tour konal v Šen-čenu také mužský turnaj v kategorii ATP 250. Jednalo se o vůbec první čínský turnaj v této kategorii. V kalendáři roku 2019 jej v zářijovém termínu nahradil turnaj Zhuhai Championships v Ču-chaji.
Turnaj WTA Tour se nadále koná v městě Šen-čen. Turnaj probíhá v tenisovém centru Longgang (Shenzhen Longgang Sports Center), který disponuje více než dvaceti otevřenými dvorci s tvrdým povrchem Plexicushion modré barvy. Ženy hrají na úvod sezóny v lednovém termínu v rámci přípravy na grandslamový turnaj Australian Open. Po dvoukolové kvalifikaci nastupuje do hlavní soutěže dvouhry 32 tenistek. Čtyřhry se účastní 16 párů. 
Ženský turnaj v Šen-čenu se v roce 2017 stal prvním v kategorii International, jehož dotace dosáhla částky 750 tisíc dolarů. V sezóně 2018 tuto finanční výši získal také nově založený Moscow River Cup. Rozpočet všech dalších událostí kategorie WTA International činil předepsaných 250 tisíc dolarů.
Ženská část turnaje je od svého založení hrána pod oficiální sponzorským názvem Shenzhen Gemdale Open.

## Přehled finále

### Mužská dvouhra
| Rok  | Vítěz            | Finalista              | Výsledek                |
| 2018 | Jošihito Nišioka | Pierre-Hugues Herbert  | 7–5, 2–6, 6–4           |
| 2017 | David Goffin     | Alexandr Dolgopolov    | 6–4, 6–7(5–7), 6–3      |
| 2016 | Tomáš Berdych    | Richard Gasquet        | 7–6(7–5), 6–7(2–7), 6–3 |
| 2015 | Tomáš Berdych    | Guillermo García-López | 6–3, 7–6(9–7)           |
| 2014 | Andy Murray      | Tommy Robredo          | 5–7, 7–6(11–9), 6–1     |

### Ženská dvouhra
| Rok  | Vítězka                           | Finalistka                        | Výsledek                          |
| 2021 | zrušeno kvůli pandemii koronaviru | zrušeno kvůli pandemii koronaviru | zrušeno kvůli pandemii koronaviru |
| 2020 | Jekatěrina Alexandrovová          | Jelena Rybakinová                 | 6–2, 6–4                          |
| 2019 | Aryna Sabalenková                 | Alison Riskeová                   | 4–6, 7–6(7–2), 6–3                |
| 2018 | Simona Halepová                   | Kateřina Siniaková                | 6–1, 2–6, 6–0                     |
| 2017 | Kateřina Siniaková                | Alison Riskeová                   | 6–3, 6–4                          |
| 2016 | Agnieszka Radwańská               | Alison Riskeová                   | 6–3, 6–2                          |
| 2015 | Simona Halepová                   | Timea Bacsinszká                  | 6–2, 6–2                          |
| 2014 | Li Na (2)                         | Pcheng Šuaj                       | 6–4, 7–5                          |
| 2013 | Li Na                             | Klára Zakopalová                  | 6–3, 1–6, 7–5                     |

### Mužská čtyřhra
| Rok  | Vítězové                       | Finalisté                     | Výsledek              |
| 2018 | Ben McLachlan Joe Salisbury    | Robert Lindstedt Rajeev Ram   | 7–6(7–5), 7–6(7–4)    |
| 2017 | Alexander Peya Rajeev Ram      | Nikola Mektić Nicholas Monroe | 6–3, 6–2              |
| 2016 | Fabio Fognini Robert Lindstedt | Oliver Marach Fabrice Martin  | 7–6(7–4), 6–3         |
| 2015 | Jonatan Erlich Colin Fleming   | Chris Guccione André Sá       | 6–1, 6–7(3–7), [10–6] |
| 2014 | Jean-Julien Rojer Horia Tecău  | Samuel Groth Chris Guccione   | 6–4, 7–6(7–4)         |

### Ženská čtyřhra
| Rok  | Vítězky                               | Finalistky                             | Výsledek                          |
| 2021 | zrušeno kvůli pandemii koronaviru     | zrušeno kvůli pandemii koronaviru      | zrušeno kvůli pandemii koronaviru |
| 2020 | Barbora Krejčíková Kateřina Siniaková | Tuan Jing-jing Čeng Saj-saj            | 6–2, 3–6, [10–4]                  |
| 2019 | Pcheng Šuaj (2) Jang Čao-süan         | Tuan Jing-jing Renata Voráčová         | 6–4, 6–3                          |
| 2018 | Irina-Camelia Beguová Simona Halepová | Barbora Krejčíková Kateřina Siniaková  | 1–6, 6–1, [10–8]                  |
| 2017 | Andrea Hlaváčková Pcheng Šuaj         | Ioana Raluca Olaruová Olga Savčuková   | 6–1, 7–5                          |
| 2016 | Vania Kingová Monica Niculescuová (2) | Sü I-fan Čeng Saj-saj                  | 6–1, 6–4                          |
| 2015 | Ljudmyla Kičenoková Nadija Kičenoková | Liang Čchen Wang Ja-fan                | 6–4, 7–6(8–6)                     |
| 2014 | Monica Niculescuová Klára Zakopalová  | Ljudmyla Kičenoková Nadija Kičenoková  | 6–3, 6–4                          |
| 2013 | Čan Chao-čching Čan Jung-žan          | Iryna Burjačoková Valerija Solovjovová | 6–0, 7–5                          |